# 명륜초등학교 (부산)
명륜초등학교는 대한민국 부산광역시 동래구 명륜동에 있는 공립 초등학교이다.

## 학교 연혁
- 2023년 3월 1일 47학급 편성(특수 1학급 포함)
- 2023년 2월 10일 제76회 졸업생 배출 214명(누계 23,889명)
- 2022년 3월 1일 46학급 편성(특수 1학급 포함)
- 2022년 2월 18일 제75회 졸업생 배출 223명(누계 23,675명)
- 2013년 4월 29일 명륜초등학교 교사 신축 준공식
- 2011년 5월 2일 명륜초등학교 재건축 시작
- 1986년 2월 28일 교동국민학교, 수안국민학교 분리
- 1945년 10월 6일 부산명륜공립국민학교(6학급) 개교
- 1941년 4월 1일 부산제11공립국민학교로 교명 변경
- 1917년 5월 5일 일본인 소학교로 설립(부산제11공립심상소학교)

## 상징
- 교목 (느티나무) - 100여년 동안 교정을 지킨 곧고 바른 느티나무는 어떠한 어려움속에서도 슬기로움을 지닌 명륜 어린이의 모습을 나타냅니다.
- 교화 (철쭉) - 여러 개의 작은 꽃들이 한데 어우러져 아름다운 철쭉은 다함께 어울려 예의 바르고 건강하게 생활하는 명륜 어린이의 마음을 담고 있습니다.
- 캐릭터 (푸름이와 아름이) - 푸름이(느티나무)와 아름이(철쭉)로 명륜 어린이의 기상을 이미지화 하였습니다.

## 참고 자료
- 명륜초등학교 - 한국교육학술정보원 학교알리미